# Могилёвка (Амурская область)
Могилёвка — село в Архаринском районе Амурской области, входит в состав Грибовского сельсовета.

## География
Село Могилёвка стоит на левом берегу реки Архара, вблизи устья реки Мурумгунь.
Село Могилёвка расположено северо-восточнее автотрассы Чита — Хабаровск, расстояние до перекрёстка (у села Заречное) — 14 км, дорога к автотрассе идёт через село Ерахта.
Расстояние до районного центра посёлка Архара — 28 км.
От села Могилёвка на правый берег Архары идёт дорога к административному центру Грибовского сельсовета селу Грибовка, расстояние до Грибовки — 5 км.

## История
Село основано в 1899 году переселенцами из Могилёвской губернии Белоруссии и названо в память о покинутой родине в честь города Могилёв.

## Население
| 2002 | 2010 | 2012 | 2013 | 2014 | 2015 | 2016 |
| ---- | ---- | ---- | ---- | ---- | ---- | ---- |
| 113  | ↘74  | ↘68  | →68  | →68  | ↘64  | ↘60  |
| 2017 | 2018 |      |      |      |      |      |
| ↗66  | →66  |      |      |      |      |      |

## Улицы
- ул. Зелёная,
- ул. Речная,
- ул. Центральная.